# NGC 2473
NGC 2473 (również PGC 22191) – galaktyka spiralna (S), znajdująca się w gwiazdozbiorze Rysia. Odkrył ją 20 lutego 1851 roku Bindon Stoney – asystent Williama Parsonsa. Identyfikacja obiektu NGC 2473 jest niepewna. W bazie SIMBAD jako NGC 2472 i NGC 2473 skatalogowano galaktykę PGC 22364.